# Deutsche Fußballmeisterschaft der B-Juniorinnen
Die deutsche Fußballmeisterschaft der B-Juniorinnen wird seit dem Jahr 2000 ausgespielt. Jährlich wird dabei die beste deutsche Fußballmannschaft der B-Juniorinnen ermittelt. Die Spielerinnen sind in der Regel zwischen 15 und 17 Jahren alt. Amtierender Meister ist der Hamburger SV. Rekordmeister ist der 1. FFC Turbine Potsdam mit elf Meisterschaften.

## Modus
Für die B-Juniorinnen-Meisterschaft qualifizierten sich bis zur Saison 2011/12 die Meister der fünf Regionalverbände. Dazu kamen drei Vizemeister, die vom DFB-Ausschuss für Frauen- und Mädchenfußball anhand einer Leistungstabelle bestimmt wurden. Die acht Mannschaften wurden per Losverfahren auf zwei Gruppen zu je vier Mannschaften aufgeteilt. Innerhalb dieser Gruppe spielte jede Mannschaft in Form eines Miniturniers einmal gegen jede andere. Die Spielzeit in der Gruppenphase betrug zweimal 30 Minuten. Für einen Sieg gibt es drei, für ein Unentschieden einen und für eine Niederlage null Punkte. Die beiden Gruppensieger erreichten das Endspiel.
Zur Saison 2012/13 wurde die dreigleisige U-17-Juniorinnen-Bundesliga eingeführt. Gespielt wird seither in drei Staffeln mit jeweils zehn Mannschaften. Am Saisonende spielen die drei Staffelsieger sowie einer der Vizemeister um die deutsche Meisterschaft. Dabei qualifiziert sich der Zweite derjenigen Staffel, die in drei vorhergehenden Spielzeiten die erfolgreichsten Teilnehmer der Endrunde stellte. Eine Staffel bekommt in der Leistungstabelle drei Punkte für die deutsche Meisterschaft, für die Endspielteilnahme zwei Punkte, für einen unterlegenen Halbfinalisten einen Punkt. Bezogen auf die Staffel, die zwei Teilnehmer gestellt hat, werden jedoch nur die Punkte des Bestplatzierten gewertet. Sollten zwei Staffeln die gleiche Punktzahl erreicht haben, entscheidet das Ergebnis der vorangegangenen Saison. Das Halbfinale wird in Hin- und Rückspiel, das Finale in einem Spiel ausgetragen.
Im jährlichen Wechsel erhalten die Gruppensieger Heimrecht im Endspiel. Die Spielzeit beträgt zweimal 40 Minuten. Sollte danach keine Entscheidung gefallen sein wird das Spiel um zweimal zehn Minuten verlängert. Wenn es dann immer noch unentschieden steht folgt ein Elfmeterschießen.

## Die bisherigen Endspiele
| Saison | Spielort                                                                                   | Sieger                                                                                     | Ergebnis                                                                                   | Finalist                                                                                   |
| ------ | ------------------------------------------------------------------------------------------ | ------------------------------------------------------------------------------------------ | ------------------------------------------------------------------------------------------ | ------------------------------------------------------------------------------------------ |
| 2000   | Potsdam                                                                                    | 1. FFC Turbine Potsdam                                                                     | 7:1                                                                                        | FC Bayern München                                                                          |
| 2001   | Hermsdorf                                                                                  | DFC Eggenstein                                                                             | 1:0                                                                                        | 1. FFC Turbine Potsdam                                                                     |
| 2002   | Duisburg                                                                                   | FC Gütersloh 2000                                                                          | 2:1                                                                                        | FCR 2001 Duisburg                                                                          |
| 2003   | Gütersloh                                                                                  | 1. FFC Turbine Potsdam                                                                     | 1:0                                                                                        | FC Gütersloh 2000                                                                          |
| 2004   | Potsdam                                                                                    | 1. FFC Turbine Potsdam                                                                     | 3:1                                                                                        | SG Wattenscheid 09                                                                         |
| 2005   | Gütersloh                                                                                  | 1. FFC Turbine Potsdam                                                                     | 3:0                                                                                        | FC Gütersloh 2000                                                                          |
| 2006   | Potsdam                                                                                    | 1. FFC Turbine Potsdam                                                                     | 3:0                                                                                        | FC Bayern München                                                                          |
| 2007   | Duisburg                                                                                   | FCR 2001 Duisburg                                                                          | 1:0                                                                                        | FC Bayern München                                                                          |
| 2008   | Potsdam                                                                                    | 1. FFC Turbine Potsdam                                                                     | 2:0 n. V.                                                                                  | FC Bayern München                                                                          |
| 2009   | Duisburg                                                                                   | 1. FFC Turbine Potsdam                                                                     | 1:1 n. V., 5:4 i. E.                                                                       | FCR 2001 Duisburg                                                                          |
| 2010   | Potsdam                                                                                    | 1. FFC Turbine Potsdam                                                                     | 3:1                                                                                        | TSG 1899 Hoffenheim                                                                        |
| 2011   | Sindelfingen                                                                               | 1. FFC Turbine Potsdam                                                                     | 3:2                                                                                        | VfL Sindelfingen                                                                           |
| 2012   | Sinsheim                                                                                   | TSG 1899 Hoffenheim                                                                        | 3:1                                                                                        | 1. FFC Turbine Potsdam                                                                     |
| 2013   | Rheda-Wiedenbrück                                                                          | FC Bayern München                                                                          | 3:1                                                                                        | FSV Gütersloh 2009                                                                         |
| 2014   | Essen                                                                                      | FC Bayern München                                                                          | 1:0                                                                                        | 1. FFC Turbine Potsdam                                                                     |
| 2015   | Bremen                                                                                     | 1. FFC Turbine Potsdam                                                                     | 3:1                                                                                        | Werder Bremen                                                                              |
| 2016   | Ludwigsfelde                                                                               | 1. FFC Turbine Potsdam                                                                     | 4:2                                                                                        | FSV Gütersloh 2009                                                                         |
| 2017   | Aschheim                                                                                   | FC Bayern München                                                                          | 2:1                                                                                        | 1. FFC Turbine Potsdam                                                                     |
| 2018   | Wolfsburg                                                                                  | VfL Wolfsburg                                                                              | 4:1                                                                                        | 1. FC Köln                                                                                 |
| 2019   | Wolfsburg                                                                                  | VfL Wolfsburg                                                                              | 3:1                                                                                        | SC Freiburg                                                                                |
| 2020   | Aufgrund der COVID-19-Pandemie keine Endrunde um die Deutsche B-Juniorinnen-Meisterschaft. | Aufgrund der COVID-19-Pandemie keine Endrunde um die Deutsche B-Juniorinnen-Meisterschaft. | Aufgrund der COVID-19-Pandemie keine Endrunde um die Deutsche B-Juniorinnen-Meisterschaft. | Aufgrund der COVID-19-Pandemie keine Endrunde um die Deutsche B-Juniorinnen-Meisterschaft. |
| 2021   | Aufgrund der COVID-19-Pandemie keine Endrunde um die Deutsche B-Juniorinnen-Meisterschaft. | Aufgrund der COVID-19-Pandemie keine Endrunde um die Deutsche B-Juniorinnen-Meisterschaft. | Aufgrund der COVID-19-Pandemie keine Endrunde um die Deutsche B-Juniorinnen-Meisterschaft. | Aufgrund der COVID-19-Pandemie keine Endrunde um die Deutsche B-Juniorinnen-Meisterschaft. |
| 2022   | Hamburg                                                                                    | Hamburger SV                                                                               | 2:1                                                                                        | Eintracht Frankfurt                                                                        |

## Die erfolgreichsten Vereine
In der Tabelle werden nur Vereine berücksichtigt, die den Wettbewerb mindestens einmal gewonnen haben.
| Verein                 | Siege | Finalt. | Siegquote |
| ---------------------- | ----- | ------- | --------- |
| 1. FFC Turbine Potsdam | 11    | 15      | 73,33 %   |
| FC Bayern München      | 3     | 7       | 42,86 %   |
| VfL Wolfsburg          | 2     | 2       | 100 %     |
| FSV / FC Gütersloh     | 1     | 5       | 20 %      |
| FCR 2001 Duisburg      | 1     | 3       | 33,33 %   |
| TSG 1899 Hoffenheim    | 1     | 2       | 50 %      |
| DFC Eggenstein         | 1     | 1       | 100 %     |
| Hamburger SV           | 1     | 1       | 100 %     |

## Bemerkenswertes
Bislang ging der Titel viermal an einen Verein, dessen erste Frauenmannschaft in der entsprechenden Saison nicht in der Bundesliga gespielt hat. 2001 gelang dies dem DFC Eggenstein, 2002 dem FC Gütersloh 2000, 2012 der TSG 1899 Hoffenheim und 2022 dem Hamburger SV.